# Öppna bibliotek
Öppna bibliotek var en virtuell tjänst som syftade till att möjliggöra delning av digitalt material så som mediebeskrivningar och boktips mellan svenska bibliotek. Tjänsten utvecklades bland annat av Stockholms stadsbibliotek med stöd av Kulturrådet, och drevs som ett utvecklingsprojekt enligt metoden crowdsourcing av Regionbibliotek Stockholm 2008–2011, varefter tjänsten 2012 övertogs av Kungliga biblioteket (KB) i Stockholm tills den avvecklades 2018–2020.
Informationen i Öppna bibliotek delades under en Creative Commons-licens och fanns tillgänglig som XML via Öppna bibliotek. Materialet var fritt att använda för alla parter som uppfyllde licensvillkoren och hämtades via API:er till deltagande tjänster och webbsidor.
Tjänsten innehöll år 2008 några tusen boktips och mediebeskrivningar från cirka 100 svenska bibliotek. Under 2009 tillgängliggjordes ytterligare information via tjänsten, bland annat etiketter, betyg och recensioner skrivna av biblioteksanvändarna som använde tjänsten.